# ATP de Atlanta
O ATP de Atlanta – ou Atlanta Open, na última edição – foi um torneio de tênis profissional masculino, de nível ATP 250.
Realizado em Atlanta, no estado norte-americano da Geórgia, ocorre pelo menos desde 1973 e teve vários hiatos. Os jogos eram disputados em quadras dura durante o mês de julho.
Durou quinze anos o último período de disputa (contando o ano que não ocorreu por conta da pandemia de COVID-19). Sua extinção, segundo autoridades do circuito, se deu em consequência à promoção de três torneios ATP 250 para 500 em 2025. Não possuía patrocínio de nome desde 2021.

## Finais

### Simples
| Ano                                                         | Campeão            | Vice-campeão       | Resultado          |
| ----------------------------------------------------------- | ------------------ | ------------------ | ------------------ |
| 2024                                                        | Yoshihito Nishioka | Jordan Thompson    | 4–6, 7–62, 6–2     |
| 2023                                                        | Taylor Fritz       | Aleksandar Vukic   | 7–5, 56–7, 6–4     |
| 2022                                                        | Alex de Minaur     | Jenson Brooksby    | 6–3, 6–3           |
| 2021                                                        | John Isner         | Brandon Nakashima  | 7–68, 7–5          |
| Torneio não realizado em 2020 devido à pandemia de COVID-19 |                    |                    |                    |
| 2019                                                        | Alex de Minaur     | Taylor Fritz       | 6–3, 7–62          |
| 2018                                                        | John Isner         | Ryan Harrison      | 5–7, 6–3, 6–4      |
| 2017                                                        | John Isner         | Ryan Harrison      | 7–66, 7–67         |
| 2016                                                        | Nick Kyrgios       | John Isner         | 7–63, 7–64         |
| 2015                                                        | John Isner         | Marcos Baghdatis   | 6–3, 6–3           |
| 2014                                                        | John Isner         | Dudi Sela          | 6–3, 6–4           |
| 2013                                                        | John Isner         | Kevin Anderson     | 36–7, 7–62, 7–62   |
| 2012                                                        | Andy Roddick       | Gilles Müller      | 1–6, 7–62, 6–2     |
| 2011                                                        | Mardy Fish         | John Isner         | 3–6, 7–66, 6–2     |
| 2010                                                        | Mardy Fish         | John Isner         | 4–6, 6–4, 7–64     |
| Torneio não realizado entre 2009 e 2002                     |                    |                    |                    |
| 2001                                                        | Andy Roddick       | Xavier Malisse     | 6–2, 6–4           |
| 2000                                                        | Andrew Ilie        | Jason Stoltenberg  | 6–3, 7–5           |
| 1999                                                        | Stefan Koubek      | Sébastien Grosjean | 6–1, 6–2           |
| 1998                                                        | Pete Sampras       | Jason Stoltenberg  | 26–7, 6–3, 7–64    |
| 1997                                                        | Marcelo Filippini  | Jason Stoltenberg  | 7–62, 6–4          |
| 1996                                                        | Karim Alami        | Nicklas Kulti      | 6–3, 6–4           |
| 1995                                                        | Michael Chang      | Andre Agassi       | 6–2, 66–7, 6–4     |
| 1994                                                        | Michael Chang      | Todd Martin        | 46–7, 7–64, 6–0    |
| 1993                                                        | Jacco Eltingh      | Bryan Shelton      | 7–61, 6–2          |
| 1992                                                        | Andre Agassi       | Pete Sampras       | 7–5, 6–4           |
| Torneio não realizado entre 1991 e 1987                     |                    |                    |                    |
| 1986                                                        | Kevin Curren       | Tim Wilkison       | 7–6, 7–6           |
| 1985                                                        | John McEnroe       | Paul Annacone      | 7–6, 7–6, 6–2      |
| Torneio não realizado entre 1984 e 1982                     |                    |                    |                    |
| 1981                                                        | Mel Purcell        | Gilles Moretton    | 6–4, 6–2           |
| 1980                                                        | Eliot Teltscher    | Terry Moor         | 6–2, 6–2           |
| 1979                                                        | Eliot Teltscher    | John Alexander     | 6–3, 4–6, 6–2      |
| 1978                                                        | Stan Smith         | Eliot Teltscher    | 4–6, 6–1, 2–1, ab. |
| Torneio não realizado em 1977                               |                    |                    |                    |
| 1976                                                        | Ilie Nastase       | Jeff Borowiak      | 6–2, 6–4           |
| 1975                                                        | Mark Cox           | John Alexander     | 6–3, 7–63          |
| 1974                                                        | Dick Stockton      | Jiri Hrebec        | 6–2, 6–1           |
| 1973                                                        | Stan Smith         | Rod Laver          | 6–3, 6–4           |

### Duplas
| Ano                                                         | Campeões                             | Vice-campeões                      | Resultado          |
| ----------------------------------------------------------- | ------------------------------------ | ---------------------------------- | ------------------ |
| 2024                                                        | Nathaniel Lammons Jackson Withrow    | André Göransson Sem Verbeek        | 4–6, 6–4, [12–10]  |
| 2023                                                        | Nathaniel Lammons Jackson Withrow    | Max Purcell Jordan Thompson        | 7–63, 7–64         |
| 2022                                                        | Thanasi Kokkinakis Nick Kyrgios      | Jason Kubler John Peers            | 7–64, 7–5          |
| 2021                                                        | Reilly Opelka Jannik Sinner          | Steve Johnson Jordan Thompson      | 6–4, 66–7, [10–3]  |
| Torneio não realizado em 2020 devido à pandemia de COVID-19 |                                      |                                    |                    |
| 2019                                                        | Dominic Inglot Austin Krajicek       | Bob Bryan Mike Bryan               | 6–4, 56–7, [11–9]  |
| 2018                                                        | Nicholas Monroe John-Patrick Smith   | Ryan Harrison Rajeev Ram           | 3–6, 7–65, [10–8]  |
| 2017                                                        | Bob Bryan Mike Bryan                 | Wesley Koolhof Artem Sitak         | 6–3, 6–4           |
| 2016                                                        | Andrés Molteni Horacio Zeballos      | Johan Brunström Andreas Siljeström | 7–62, 6–4          |
| 2015                                                        | Bob Bryan Mike Bryan                 | Colin Fleming Gilles Müller        | 4–6, 7–62, [10–4]  |
| 2014                                                        | Vasek Pospisil Jack Sock             | Steve Johnson Sam Querrey          | 6–3, 5–7, [10–5]   |
| 2013                                                        | Édouard Roger-Vasselin Igor Sijsling | Colin Fleming Jonathan Marray      | 7–66, 6–3          |
| 2012                                                        | Matthew Ebden Ryan Harrison          | Xavier Malisse Michael Russell     | 6–3, 3–6, [10–6]   |
| 2011                                                        | Alex Bogomolov Jr. Matthew Ebden     | Matthias Bachinger Frank Moser     | 3–6, 7–5, [10–8]   |
| 2010                                                        | Scott Lipsky Rajeev Ram              | Rohan Bopanna Kristof Vliegen      | 6–3, 46–7, [12–10] |
| Torneio não realizado entre 2009 e 2002                     |                                      |                                    |                    |
| 2001                                                        | Mahesh Bhupathi Leander Paes         | Rick Leach David Macpherson        | 6–3, 7–67          |
| 2000                                                        | Ellis Ferreira Rick Leach            | Justin Gimelstob Mark Knowles      | 6–3, 6–4           |
| 1999                                                        | Patrick Galbraith Justin Gimelstob   | Mark Woodforde Todd Woodbridge     | 5–7, 7–6, 6–3      |
| 1998                                                        | Ellis Ferreira Brent Haygarth        | Alex O'Brien Richey Reneberg       | 6–3, 0–6, 6–2      |
| 1997                                                        | Jonas Bjorkman Nicklas Kulti         | Scott Davis Kelly Jones            | 6–2, 7–6           |
| 1996                                                        | Christo van Rensburg David Wheaton   | Bill Behrens Matt Lucena           | 7–6, 6–2           |
| 1995                                                        | Sergio Casal Emilio Sánchez          | Jared Palmer Richey Reneberg       | 6–7, 6–3, 7–6      |
| 1994                                                        | Jared Palmer Richey Reneberg         | Francisco Montana Jim Pugh         | 4–6, 7–6, 6–4      |
| 1993                                                        | Paul Annacone Richey Reneberg        | Todd Martin Jared Palmer           | 6–4, 7–6           |
| 1992                                                        | Steven DeVries David Macpherson      | Mark Keil Dave Randall             | 6–3, 6–3           |
| Torneio não realizado entre 1991 e 1987                     |                                      |                                    |                    |
| 1986                                                        | Andy Kohlberg Robert Van't Hof       | Christo Steyn Danie Visser         | 6–2, 6–3           |
| 1985                                                        | Paul Annacone Christo van Rensburg   | Steve Denton Tomas Smid            | 6–4, 6–3           |
| Torneio não realizado entre 1984 e 1982                     |                                      |                                    |                    |
| 1981                                                        | Fritz Buehning Peter Fleming         | Tony Giammalva Sammy Giammalva     | 6–4, 4–6, 6–3      |
| 1980                                                        | Tom Gullikson Butch Walts            | Anand Amritraj John Austin         | 6–7, 7–6, 7–5      |
| 1979                                                        | Raymond Moore Ilie Nastase           | Steve Docherty Eliot Teltscher     | 6–4, 6–2           |
| 1978                                                        | John Alexander Butch Walts           | Mike Cahill Marcelo Lara           | 3–6, 6–4, 7–6      |
| Torneio não realizado em 1977                               |                                      |                                    |                    |
| 1976                                                        | John Alexander Phil Dent             | Wojtek Fibak Karl Meiler           | 6–3, 6–4           |
| 1975                                                        | Anand Amritraj Vijay Amiritraj       | Mark Cox Cliff Drysdale            | 6–3, 6–2           |
| 1974                                                        | Robert Lutz Stan Smith               | Brian Gottfried Dick Stockton      | 6–3, 3–6, 7–6      |
| 1973                                                        | Roy Emerson Rod Laver                | Robert Maud Andrew Pattison        | 7–6, 6–3           |

## Ligações Externas
- Página oficial
- Página do torneio na ATP